# Сосны (трилогия)
«Со́сны» (англ. The Wayward Pines) — трилогия американского писателя Блейка Крауча. В трилогию входят романы «Сосны. Город в Нигде» (2012), «Сосны. Заплутавшие» (2013) и «Сосны. Последняя надежда» (2014). По трилогии снят сериал «Сосны».

## Сюжет
Сюжет крутится вокруг агента секретной службы Итана Берка, приехавшего в отдалённый маленький городок Заблудшие Сосны — его новый дом, из которого он не может сбежать. Тайны и ужасы городка нарастают, пока Итан не раскрывает его секрет. Теперь он должен окунуться в происходящее, чтобы защитить городок от внешних и внутренних угроз, нависших над ним.
Трилогия охватывает темы изоляции, сельской Америки, временного смещения, человека против природы, эволюции человечества и крионику. Крауч признался, что его вдохновил сериал 1990—1991 года «Твин Пикс».

## Книги серии

### Сосны. Город в Нигде
Агент американской секретной службы Итан Берк приходит в себя в таинственном небольшом городке Заплутавшие Сосны, штат Айдахо, после тяжелейшей автокатастрофы.

### Сосны. Заплутавшие
Теперь, когда тайна Заблудших Сосен известна, Итан использует свою должность шерифа и сотрудничает с Пилчером, чтобы защитить жителей городка от внешних и внутренних угроз. Однако расследование убийства вынуждает Итана изменить свой подход и переосмыслить всё происходящее в Заблудших Соснах.

### Сосны. Последняя надежда
Правда Заблудших Сосен о происходящем за пределами границ города приводит к катастрофическим последствиям.

## Критика
Райан Дейли из сайта Bloody Disgusting назвал роман «Сосны. Город в Нигде» одним из его топ-10 романов 2012 года. Позже он назвал «Сосны. Заплутавшие» «приковывающим» и даже лучше, чем предыдущий.

## Экранизация
Трилогия легла в основу сериала 2015 года из 20 эпизодов (2 сезона по 10 эпизодов), спродюсированного М. Найт Шьямаланом.